# Сен-Льон
Сен-Льон (фр. Saint-Lions, окс. Sant Lionç) — коммуна во Франции, находится в регионе Прованс — Альпы — Лазурный Берег. Департамент коммуны — Альпы Верхнего Прованса. Входит в состав кантона Баррем. Округ коммуны — Динь-ле-Бен.
Код INSEE коммуны — 04187.

## Население
Население коммуны на 2008 год составляло 38 человек.
| 1962 | 1968 | 1975 | 1982 | 1990 | 1999 | 2008 |
| ---- | ---- | ---- | ---- | ---- | ---- | ---- |
| 27   | 23   | 20   | 28   | 50   | 32   | 38   |

## Экономика
В 2007 году среди 23 человек в трудоспособном возрасте (15—64 лет) 14 были экономически активными, 9 — неактивными (показатель активности — 60,9 %, в 1999 году было 72,2 %). Из 14 активных работали 14 человек (7 мужчин и 7 женщин), безработных не было. Среди 9 неактивных 1 человек был учеником или студентом, 6 — пенсионерами, 2 были неактивными по другим причинам.

## Достопримечательности
- Приходская церковь Сен-Лоран (XVII век)
  - Колокол (1580 год)